# Брашовска грамота
Брашовската грамота или Брашовската грамота-писмо е документ, издаден от канцеларията на видинския владетел цар Иван Срацимир.
Грамотата е дадена на гражданите на трансилванския град Брашов, водени от жупана Яков, и осигурява правото им на свободно движение и търговия във Видинското царство. Предполага се, че датира след 1369 г., т.е. след завръщането на цар Иван Срацимир на видинския престол и (съдейки по имената споменатите в нея брашовски управници) не по-късно от 1380 г.
Брашовската грамота е открита и издадена за пръв път от румънския учен Йоан Богдан. Текстът ѝ е бил преиздаван от Любомир Милетич, Григорий Илински, Йордан Иванов, Иван Дуйчев, Стоян Маслев, Ралф Клеминсон и други.
Грамотата е писана на хартия с размери 21,5 х 10 см. Пази се в Държавния архив в Брашов.

## Текст на грамотата
| „ | От господин царя Срацимир до жупана Яков, фолног Херман и фенюгел Петър, и до всички граждани. Онова, що сте ми писали и поръчали, хората ви да ходят свободно, то, бога ми, нека волно и свободно да идват хората на господин краля в града на господин краля и да търгуват, що им е драго. А аз давам моята царска клетва и на душата си ги взимам, та да са от царство ми закриляни, да им не бъде пакост някоя дори на косъм, както сами ще видите. А също да бъдат почитани и възлюбени от царство ми [онези], които донесат писмо от вас. † Иван Срацимир, цар на българите† | “ |

| „ | † Ѿ гнⷣа • цр҃ѣ • Ср҃ацимира • жꙋпанꙋ Ꙗковꙋ • Херъманꙋ фолногю • и Петрꙋ фаинⷢ҇ълю • и вⷭ҇емъ пꙋргаромъ • що ми сте писали и порꙋчали да ви люⷣ • хоⷣ свободно • тако ми бг҃а волно и свободно да идѫ гнⷣа крала люⷣ ꙋ гнⷣа крала граⷣ • и да тръгꙋѫ • що имъ е драго • а ѣ давамъ мою верꙋ • цр҃вꙋ и ꙗ ихъ ꙋꙁимамъ • на мою дш҃ю • како да сꙋ ѿ црⷭ҇ва ми съблюдени • да имъ • не бꙋде пакоста некоꙗ • ни до еднога влаⷭ҇ како сами да видите • и ѡще да сꙋ почтани (и) полюбени • ѿ црⷭ҇ва ми • кои донесе листъ • ѿ ваⷭ҇ • † ІѠА҃НЬ СРАЦИМ҃РЬ ЦА҃РЬ БЛГАРО҃МЪ † | “ |

На гърба на грамотата:
| „ | † Ѿ гнⷣа цр҃ѣ Ср҃ацимира жꙋпанꙋ Ꙗковꙋ и всемъ пꙋргаромъ брашевскимъ | “ |

## Издания
- Bogdan, J. (1895). Eine bulgarische Urkunde des Zaren Ivan Stracimir. – Archiv für slavische Philologie, 17,  544-547, https://archive.org/stream/archivfrslavis17berluoft#page/544/mode/2up
- Ильинский, Г.А. (1911). Грамоты болгарских царей. – Древности. Труды славянской комиссии Имп. Моск. Аррхеолог. общества, 5. Москва,  30, https://catalog.libfl.ru/Bookreader/Viewer?bookID=BJVVV_1365375&view_mode=HQ#page/751/mode/1up, посетен на 12 септември 2023
- Дуйчев, Иван (1944). Изъ старата българска книжнина, II. София, с. 197 – 198, 395, https://archive.org/details/izstaratablgarsk02duch
- Даскалова, А.; Райкова, М. (2005). Грамоти на българските царе. София, с. 11, 48 и др.
- Живоjиновић, Драгић (2016). Писмо видинског цара Јована Страцимира брашовским трговцима. – Иницијал. Часопис за средњовековне студије, 4,  187–194, https://www.academia.edu/34407128

## Изследвания
- Бобчевъ, С. (1915). Царь-Срацимировото писмо до Брашовяни.. – Извѣстия на Историческото дружество въ София, 4,  71 – 78, архив на оригинала от 21 октомври 2023, https://psv4.userapi.com/c520036/u335027684/docs/d43/7c53ecc722cc/Izvestia_na_Istoricheskoto_druzhestvo_v_Sofia_Kniga_4_1915.pdf?extra=YyRX835qliLpLpyGysjEO4gWt2a68HsnzzYBVbqUzeGLgyycdg0cV40oHKAqTFTCb8zy_xWWvmleMltuo1XCAsIbUr6uf2Za6RpSfMqpEf3XfC0H0n0o7NnNqTquucCVdWeV3-HsS00L
- Александров, Е. (1992). Правен характер на Брашовската грамота от ХІV в. – Старобългаристика, № 4,  88–97
- Маслев, С. (1990). Брашовската грамота на цар Иван Срацимир. Принос към нейното проучване. – Palaeobulgarica / Старобългаристика, № 4,  84–99
- Маслев, С. (1991). Проучвания върху Брашовската грамота на цар Иван Срацимир. – Palaeobulgarica / Старобългаристика, № 2,  68–82
- Маслев, С. (1992). Писмо и език на Брашовската грамота на цар Иван Срацимир. – Palaeobulgarica / Старобългаристика, № 4,  73–87
- Клеминсон, Р. (1998). Брашовская грамота царя Ивана Страцимира. – Археографски прилози, 20,  369-378